# Міше-шад
Міше-шад (д/н—662) — напівнезалежний (автономний) західний каган Західнотюркського каганату в 657—662 роках.

## Життєпис
Походив з династії Ашина. Син Бйорі (Бурі, Бері)-шада, очільника тюрків на Кавказі під час персо-візантійської війни. Відомостей про молоді роки обмаль. 632 року, коли каган Си-Ябгу фактично втратив владу, почав перемовини з імперією Тан, від якої отримав титул сілібі-дулу-каган. Але був атакований стриєчним братом Бучженем, що завдав низки поразок дулу.
639 року визнав зверхність імперії Тан разом з підвладними племенами чігіль. 645 року відзначився у військовій кампанії проти Когурьо. За що отримав титул бо (на кшталт графа) Пхеньяна. Але втримати захоплене китайцям не вдалося, тому разом з танським військом Міше-шад відступив.
В наступні роки вірно служив імперії Тан. З початком війни китайців з його братом Халлиг Ишбара-Ябгу-каганом 655 рокувиступив проти останнього. В 656—657 роках брав активну участь боях на боці імперії Тан.
657 року після знищення незалежного Західнотюркського каганату було утворено автономне утворення (джімі) Хаочі на чолі з Міше-шадом з титулом сінсіван-каган (каган, що змушує знову підніматись). Разом з тим він підпорядковувався генеральному протектору Спокійного Заходу (області імперії Тан).
Зберігав вірність імператору, протидіяв стриєчному брату Бучженю, що намагався відновити колишній каганат. Втім 659 року разом з останнім здійснив кампанію проти Дженджу-шада, що набирав силу в Тохаристані. Того було переможено й страчено. Став танським намісником в Кундузі, якому підкорялися дрібні князівства Тохаристану.
662 року за намовою Бучженя під час походу на Кучу за наказом танського полководця Су Хуачжена міше-шада було вбито. Це спричинило повстання декількох племен дулу. Втім новим сінсіван-каганом було поставлено сина загиблого Юанькін-шада.